# Незалежність (радіо)
Радіо «Незалежність» — радіостанція, яка веде мовлення у Львові та Львівській області. Засновник — Іван Чудик, представник львівської журналістської династії Чудиків.

## Історія
Радіо Незалежність одна з перших недержавних радіостанцій в Україні. Розпочала виходити в ефір у 1991 році. Весь цей час, програми Радіо Незалежність були спрямовані на утвердження Української державності, на донесення до слухача правди про історію нашого народу, його найкращих представників. Нині ми прагнемо об'єднати зусилля усіх політичних і громадських організацій, владних структур, промисловців і бізнесменів в пошуках шляхів виходу з політичної та економічної кризи, в якій опинилася наша держава. На сьогоднішній день формат Радіо Незалежність — інформаційно-музичний. Воно працює на частоті 106,7 FM та по Львівській радіотрансляційній мережі. Кілька років триває плідна співпраця з Радіо Свобода та Польським радіо.
Найбільше інформації в книзі Петра Шкраб'юка «Голоси нічні і денні: на хвилях радіо «Незалежність»